# ريس كارتر
ريس كارتر (بالإنجليزية: Rhys Carter) مواليد 4 مارس 1984، هو لاعب كرة سلة أسترالي بدأ مسيرته الاحترافية في سنة 2002 يلعب في الدوري الأسترالي لكرة السلة ويحمل الرقم 15. يبلغ طوله 6 قدم 2 3⁄4 بوصة (1.9 م).

## روابط خارجية
- ريس كارتر على موقع الاتحاد الدولي لكرة السلة (الإنجليزية)
- ريس كارتر على موقع كرة السلة الأوروبية.كوم (الإنجليزية)
- ريس كارتر على موقع ريلجم (الإنجليزية)
- ريس كارتر على موقع بروبوليرز (الإنجليزية)
- ريس كارتر على موقع سبورتس رفرنس (الإنجليزية)